# Slovenské Nové Mesto
Slovenské Nové Mesto (Hongaars: Újhely) is een Slowaakse gemeente in de regio Košice, en maakt deel uit van het district Trebišov.
Slovenské Nové Mesto telt 1.079 inwoners.
In 1920 werd het 'voorstadje' gescheiden van de grotere buurplaats Sátoraljaújhely toen Hongarije deels werd verdeeld onder de buurlanden. Reden voor het toewijzen van Slovenské Nové Mesto aan Tsjechoslowakije was het strategische belang van het station en de spoorlijn die door de plaats lopen. Tegenwoordig is de bevolking in meerderheid Slowaaks. De Hongaren vormen circa 13% van de bevolking.

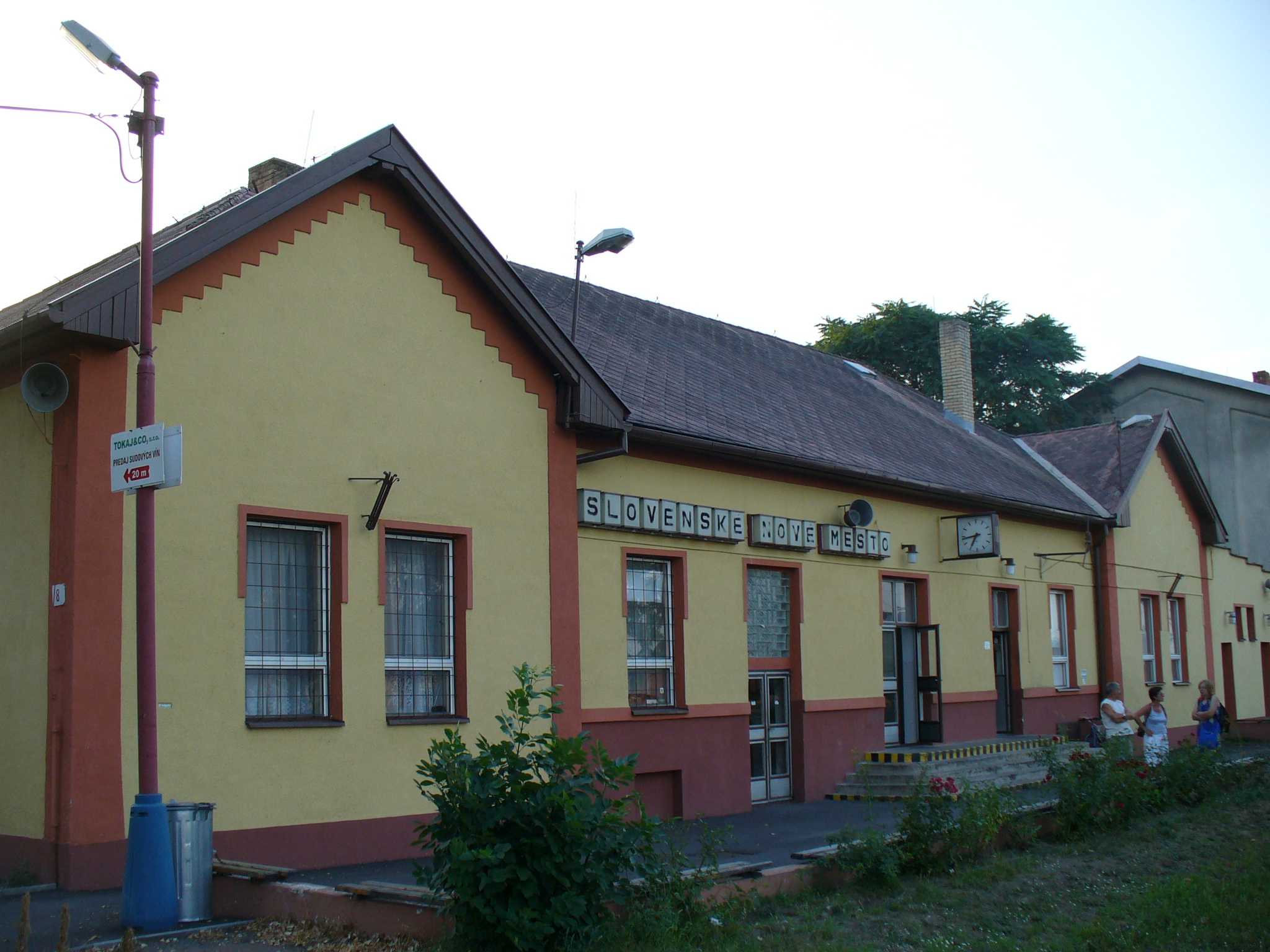
Station Slovenské Nové Mesto